# Use Somebody
Singles de Kings of Leon
Sex on Fire
(2008) Revelry
(2009)
Pistes de Only by the Night
Sex on Fire Manhattan
Use Somebody est une chanson du groupe américain de rock alternatif Kings of Leon. Il est le second single du quatrième album studio du groupe de 2008 Only by the Night et est sorti le 8 décembre 2008,.
Le single reçoit beaucoup de diffusion en Scandinavie, en Irlande, en Allemagne, au Royaume-Uni et en Australie, où il est numéro un dans le classement officiel des diffusions pendant six semaines consécutives. Il est également un succès aux États-Unis, où il est la première place de plusieurs formats de diffusion et il atteint la quatrième place du Billboard Hot 100 et la première place du classement Pop Songs. La chanson reçoit des avis positifs et remporte le Grammy Award de l'enregistrement de l'année, de la meilleure performance rock pour un duo ou un groupe avec chants et pour la meilleure chanson rock et est nommé pour la chanson de l'année,.

## Réception critique
La chanson reçoit généralement des avis positifs de la critique musicale. Mikael Wood de Entertainment Weekly appelle Use Somebody comme un des moments phares de l'album. Nick Levine de Digital Spy dit « avec son style « oooah-woooah » de Springsteen, une réunion de guitares orageuse et vigoureuse, une voix nostalgique de Caleb Followill, il est presque aussi contagieux que Sex on Fire ».
Gavin Haynes de NME fait l'éloge de la chanson en disant qu'elle est « facilement la meilleure ballade puissante des années 80 de 2008 » mais il avertit que le groupe est  « peut-être en danger en parlant en l'air pour avoir de la brillance ». Le 2 décembre 2009, la chanson est nommée pour la 52e cérémonie des Grammy Awards dans les catégories de la chanson de l'année, de l'enregistrement de l'année, de la meilleure performance rock pour un duo ou un groupe avec chant et de la meilleure chanson rock et le groupe remporte les trois derniers le 31 janvier 2010.

## Ventes

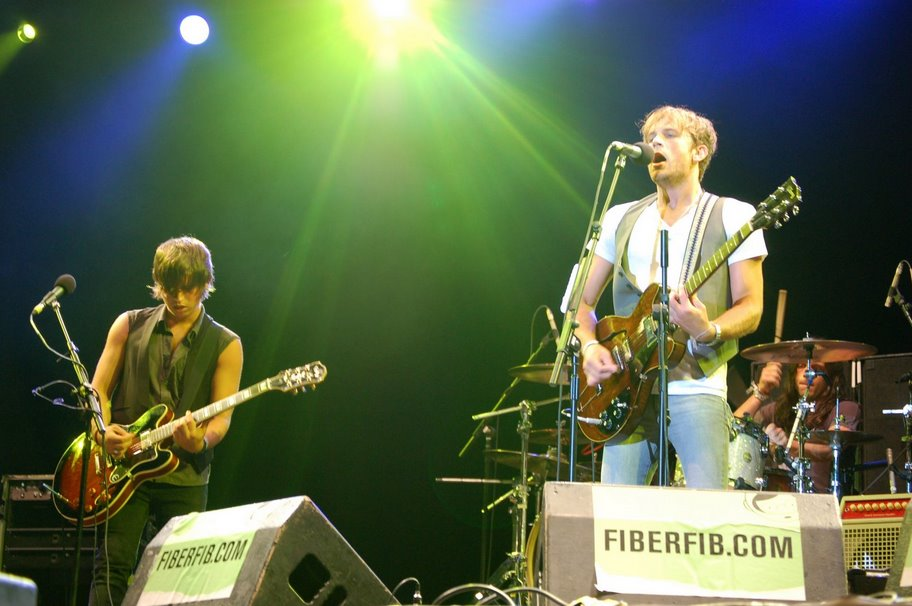
Use Somebody est le premier top cinq du groupe dans le Billboard Hot 100.

Aux États-Unis, Use Somebody devient le titre que permet de faire percer le groupe. En prenant la quatrième place du Billboard Hot 100, il donne au groupe leur premier top cinq et passe 57 semaines dans le classement. Dans les radios américains, la chanson est un succès dans plusieurs genres puisqu'elle devient juste la quatrième chanson à se classer numéro un des classements Mainstream Top 40, Adult Top 40, Alternative Songs, et Triple A. Les chansons précédents étaient Slide par les Goo Goo Dolls, Every Morning par Sugar Ray, et Boulevard of Broken Dreams de Green Day. La chanson atteint en premier la première place du classement Billboard Hot Modern Rock Tracks (aujourd'hui il est appelé le classement Alternative) et leur second des trois singles consécutives à prendre la première place de ce classement. Use Somebody atteint également la première place du classement Adult Top 40 et plus tard celui du classement Mainstream Top 40. Use Somebody a également un grand succès digital puisque la chanson s'est vendue à plus 3 457 000 exemplaires numériques aux États-Unis.
Au Royaume-Uni, Use Somebody prend la seconde place du UK Top 75 et a passé 40 semaines consécutives dans la classement mais il est sorti en raison de la hausse des ventes des titres de Michael Jackson immédiatement après sa mort. Après une absence d'une semaine, la chanson est de retour dans le classement pour 20 autres semaines en prenant la 25e position. Il a réapparu d'autres occasions depuis et a passé au total 62 semaines dans le Top 75 ce qui en fait la 9e la plus longtemps classé de tous les temps et 80 semaines dans le Top 100.

## Reprises
Pixie Lott interprète une reprise de la chanson qui prend la 41e place dans le UK Singles Chart et était la face B du son single numéro un Mama Do (Uh Oh, Uh Oh). La chanteuse néerlandaise Laura Jansen fait une version ballade au piano de Use Somebody. La chanson débute dans le Dutch Top 40 à la 35e place mais elle atteint rapidement la 14e place. Le groupe Paramore font une reprise en direct dans Live Lounge sur BBC Radio 1. La candidate de la saison 7 d'American Idol Brooke White reprend la chanson dans son album High Hopes & Heartbreak. La chanteuse de country Margaret Durante reprend la chanson et sort en single en octobre 2009. Le gagnant de la saison neuf de American Idol Lee DeWyze reprend la chanson chez lui à Mount Prospect dans l'Illinois avant qui l'interprète en spectacle au début de 2010 et il avait enregistré la chanson avec son précédent label WuLi. Lee termine également sa partie avec cette chanson lors de l'American Idols Live Tour. Le producteur de Trance Armin van Buuren fait une version bootleg de Use Somebody avec la voix de Laura Jansen durant Armin Only. Trey Songz reprend la chanson dans MTV Unplugged et lors du OMG Tour. Le gagnant de la saison un de The Voice Of Holland Ben Saunders passe devant le jury avec cette chanson lors de son audition.

## Liste des pistes
CD Single
1. Use Somebody - 3:51
2. Knocked Up (Lykke Li vs. Rodeo Remix) - 5:34

EP exclusif iTunes
1. Use Somebody - 3:51
2. Knocked Up (Lykke Li vs. Rodeo Remix) - 5:34
3. Frontier City - 3:36
4. The Bucket (CSS Remix) - 3:43

## Classements
| Classement (2008/2009)                  | Meilleure position |
| --------------------------------------- | ------------------ |
| Australie                               | 2                  |
| Autriche                                | 12                 |
| Belgique (Néer.)                        | 1                  |
| Belgique (Fr.)                          | 19                 |
| Canada                                  | 8                  |
| Danemark                                | 9                  |
| Pays-Bas                                | 7                  |
| Allemagne                               | 9                  |
| Irlande                                 | 2                  |
| Norvège                                 | 5                  |
| Nouvelle-Zélande                        | 5                  |
| Suède                                   | 7                  |
| Suisse                                  | 9                  |
| Royaume-Uni                             | 2                  |
| Billboard Hot 100                       | 4                  |
| Billboard Hot Modern Rock Tracks        | 1                  |
| Billboard Rock Songs                    | 2                  |
| Billboard Pop Songs                     | 1                  |
| Billboard Hot Adult Contemporary Tracks | 13                 |
| Billboard Adult Top 40                  | 1                  |

| Classement (2000–2009) | Meilleure position |
| ---------------------- | ------------------ |
| Royaume-Uni            | 32                 |

| Classement de fin d'année (2009) | Position |
| -------------------------------- | -------- |
| Australie                        | 38       |
| Nouvelle-Zélande                 | 47       |
| Suisse                           | 47       |
| Royaume-Uni                      | 13       |
| Billboard Hot 100                | 14       |

| Classement                    | Position |
| ----------------------------- | -------- |
| Royaume-Uni (Téléchargements) | 8        |

### Certifications
| Pays                     | Certification | Ventes         |
| ------------------------ | ------------- | -------------- |
| Allemagne (BVMI)         | Or            | + de 150 000   |
| Australie (ARIA)         | 2 × Platine   | + de 140 000   |
| Autriche (IFPI Autriche) | Or            | + de 150 000   |
| Belgique (BEA)           | Platine       | + de 30 000    |
| Danemark (IFPI Danemark) | Or            | + de 15 000    |
| États-Unis (RIAA)        | Platine       | + de 1 000 000 |
| Italie (FIMI)            | Or            | + de 10 000    |
| Mexique (AMPROFON)       | Or            | + de 30 000    |
| Nouvelle-Zélande (RMNZ)  | Platine       | + de 15 000    |
| Royaume-Uni (BPI)        | 2 × Platine   | + de 1 200 000 |
| Suisse (IFPI Suisse)     | Or            | + de 15 000    |